# Thomas van Dijck
Thomas Hendrikus Maria van Dijck (* 7. August 1929 in Ginneken en Bavel; † 12. September 2021 in Breda) war ein niederländischer Hockeyspieler.
Thomas van Dijck absolvierte für die Niederländische Hockeynationalmannschaft 60 Länderspiele und wurde mit dieser bei den Olympischen Sommerspielen 1960 in Rom Sechster.
Van Dijck studierte Zahnmedizin in Utrecht und war dort für die SV Kampong aktiv. Nach seinem Studium kehrte er nach Breda zurück und spielte dort für die B.V.H. Push. Später war er auch als Trainer und Schiedsrichter des Klubs aktiv.